# McKinleyville
McKinleyville is een plaats in Humboldt County in Californië in de VS. De Arcata-Eureka Airport, genoemd naar de twee regionale centra, ligt ten noorden van het centrum van McKinleyville.

## Geografie
McKinleyville bevindt zich op 40°56′51″Noord, 124°6′9″West. De totale oppervlakte bedraagt 59,1 km² (22,8 mijl²) waarvan 54,1 km² (20,9 mijl²) land is en 5,0 km² (1,9 mijl²) of 8.42% water is.

## Demografie
Volgens de census van 2000 bedroeg de bevolkingsdichtheid 251,5/km² (651,4/mijl²) en bedroeg het totale bevolkingsaantal 13.599 als volgt onderverdeeld naar etniciteit:
- 87,64% blanken
- 0,38% zwarten of Afrikaanse Amerikanen
- 4,56% inheemse Amerikanen
- 1,07% Aziaten
- 0,06% mensen afkomstig van eilanden in de Grote Oceaan
- 1,66% andere
- 4,63% twee of meer rassen
- 4,33% Spaans of Latino

Er waren 5277 gezinnen en 3604 families in McKinleyville. De gemiddelde gezinsgrootte bedroeg 2,58.

## Plaatsen in de nabije omgeving
De onderstaande figuur toont nabijgelegen plaatsen in een straal van 24 km rond McKinleyville.